# Syacium papillosum
Syacium papillosum is een straalvinnige vissensoort uit de familie van de schijnbotten (Paralichthyidae). De wetenschappelijke naam van de soort is  gepubliceerd in 1758 door Linnaeus als Pleuronectes papillosus in de tiende editie van Systema naturae.